# 四国中央市立中曽根小学校
四国中央市立中曽根小学校（しこくちゅうおうしりつ なかぞねしょうがっこう）は、愛媛県四国中央市中曽根町にある公立小学校。
学級数は15学級、在籍児童数は326人、教職員数は21名（2022年4月1日現在）。

## 沿革
- 1874年 - 今村朝治郎宅を仮校舎とする。
- 1876年 - 溝又に知新小学校として新築。
- 1937年 - 校区内の中田井にて大火事。軍事訓練強化。
- 1941年 - 国民学校令によって中曽根村立中曽根国民学校に改称。
- 1944年 - 合併で三島町立中曽根国民学校に改称。
- 1947年 - 三島町立中曽根小学校に改称。
- 1954年 - 市制施行に伴い、伊予三島市立中曽根小学校に改称。
- 1972年 - 校歌が作られる。
- 1973年 - 制服を制定。
- 1974年 - 創立100周年に伴い、記念行事が行われる。
- 2004年 - 市町村合併に伴い、四国中央市立中曽根小学校に改称。

## 通学区域
中曽根町、金砂町小川山、金砂町平野山、富郷町寒川山、富郷町豊坂、富郷町津根山 

## 進学先の中学校
- 四国中央市立三島東中学校（一部）
- 四国中央市立三島西中学校（一部）[3]

## 通学区域内
- 四国中央市立三島東中学校
- ハローズ 三島店
- 衆議院議員井原巧事務所
- 川之江三島バイパス
- 四国中央市防災センター
- 銅山川
- 金砂湖県立自然公園
- 柳瀬ダム
- 金砂湖
- 金砂湖畔公園
- 富郷ダム
- 富郷渓谷
- スカイフィールド富郷
- 佐々連鉱山跡

## 通学区域が隣接している学校
- 四国中央市立松柏小学校
- 四国中央市立三島小学校
- 四国中央市立中之庄小学校
- 四国中央市立寒川小学校
- 四国中央市立豊岡小学校
- 四国中央市立長津小学校
- 四国中央市立新宮小中学校
- 新居浜市立別子小学校
- 高知県大豊町立大豊学園
- 高知県本山町立吉野小学校
- 高知県土佐町立土佐町小学校
- 高知県大川村立大川小中学校